# 癒着胎盤
癒着胎盤（ゆちゃくたいばん）とは、妊娠・出産の際に発生する合併症の1つであり、胎盤が母体の子宮に癒着して剥離が困難となる疾患である。

## 病態
出産の際に児が娩出された後、正常分娩であれば胎盤が子宮から剥離して娩出されるが、何らかの理由により胎盤の絨毛組織が母体子宮の筋層に侵入していた場合、胎盤が子宮から剥離せず、積極的な医療的介入を行わない限り出産の進行が不可能となる。
類似した疾患として付着胎盤があり、これと癒着胎盤との鑑別は、胎盤と子宮の組織間に床脱落膜が形成されているか否かを組織学的に評価することで行う。床脱落膜が形成されているものが付着胎盤、形成されていないものが癒着胎盤である。

## 分類
IrvingおよびHertigによる病理組織学的分類では、胎盤が子宮筋層表面に癒着したものを楔入胎盤（せつにゅうたいばん）、筋層深くに侵入したものを陥入胎盤（かんにゅうたいばん）、筋層を貫通して漿膜層に到達したものを穿通胎盤（せんつうたいばん）として分類しており、日本産科婦人科学会でもこの分類に従っている。
癒着の占める割合による分類では、胎盤の全面が癒着している全癒着胎盤、全面ではないが複数の胎盤葉が癒着しているものを部分癒着胎盤、1個の胎盤葉が癒着しているものを焦点癒着胎盤とする。

## 頻度
癒着胎盤の発生頻度は約0.01%（出産1万件に1件）であり、稀な疾患である。一方、容易には子宮から剥離しないが用手的には剥離可能な付着胎盤は約0.3%（出産1千件に3件）の頻度で存在する。
初産婦と経産婦では経産婦でより多く、癒着胎盤症例の約80%が経産婦である。

## 診断
本疾患を分娩以前に診断することは不可能である。
分娩後に胎盤の遺残があり、胎盤娩出促進手技を行っても剥離する兆候が見られない場合、臨床的に癒着胎盤が疑われる。確定診断は、摘出した子宮もしくは胎盤の病理的検討のみにより可能である。

## 臨床上の問題
癒着した胎盤を用手的に剥離する際に大出血を来たし、それに続発する出血性ショックや播種性血管内凝固症候群により、母体死亡の原因となる。稀な疾患ではあるが、母体死亡全体に占める癒着胎盤の割合は約3%（母体死亡33件に1件）と少なくなく、産科的に重要な疾患である。